# Ankunft im Alltag
Ankunft im Alltag ist eine Erzählung von Brigitte Reimann aus dem Jahr 1961. Vor dem Studium absolvieren drei Abiturienten freiwillig ein praktisches Jahr im Gaskombinat Schwarze Pumpe, der „modernsten Brikettbude von ganz Europa“. Die Autorin malt in dem Text ein nahe gehendes Bild der ersten beiden Monate dieses merkwürdigen Ausflugs der drei unerfahrenen angehenden Intelligenzler in die raue Welt der Arbeit. 1962 erhält Brigitte Reimann für den Text den Kunstpreis des FDGB.
Nach Wiesener habe Brigitte Reimann ein Stück Autobiographie geschrieben. Denn die Autorin habe – ebenso wie die Abiturientin Recha – dort in der Nähe von Hoyerswerda zeitweise bei den Rohrlegern mitgewirkt.

## Inhalt
Nach dem Abitur treffen sich Curt Schelle, die 17-jährige „Halbjüdin“ Recha Heine und der 18-jährige Nikolaus Sparschuh auf der Fahrt ins Kombinat. Das ist eine Großbaustelle an der F97. Der verschlossene Nikolaus erkennt in Curt bald den eitlen Schönschwätzer. Aus Spaß wird Ernst. Die drei FDJler finden in Hoyerswerda Unterkunft und werden die jüngsten Mitglieder der Brigade „8. Mai“. Dem Leser begegnen die etwa zwanzig Rohrleger und Schweißer zumeist als Reparatur- und Eingreiftruppe bei den verschiedensten betrieblichen Havarien im größten Braunkohlenveredlungswerk der Welt: Kohlenstaubtrockner fallen aus und brennen sogar, Wasserschlag im Trockendienst zerfetzt ein dickes Rohr, und eine Grubenbahn entgleist.
Recha muss Ventile schleifen. Der Diamantstaub sticht in die Finger und die Handgelenke schmerzen. Nikolaus muss zusammen mit einem wortkargen alten Schweißer arbeiten. Mit zu viel Krafteinsatz hämmert der Junge hellrot glühenden Stahl. Nikolaus will auf der Kunsthochschule in Weißensee Malerei studieren. Sein Vorarbeiter rechnet die Malerei den brotlosen Künsten zu. Arbeitskollegen werden die ersten Kritiker seiner Malversuche. Recha schreibt heimlich kleine Geschichten in ihr Tagebuch. Sie weiß nicht, was sie studieren will. Soll es Medizin oder Architektur nach dem Vorbild des ungeliebten Vaters sein? In der Fahrzeugindustrie möchte es Curt zum Chefkonstrukteur bringen. Dann möchte er  Recha heiraten. Doch zunächst drückt er sich immer wieder erfolgreich von der Arbeit. Im Meister, dem Genossen Hamann, einem Antifaschisten, hat er einen unbestechlichen Beobachter gefunden. Hamann ist die tägliche schwere Arbeit nicht genug. Die drei Neuen sollen nach Feierabend die FDJ-Gruppe beleben. Wenn Curt so etwas hört, wird er stinksauer. Jeden Tag der Handlanger sein – das reicht ihm. Curt, der vom Vater Geld bekommt und seine Fassade pflegt, freundet sich mit Recha an. Das lebenslustige Mädchen, soeben erst den Reglementierungen in einem Internat entronnen, will sich amüsieren. Zwar ist sie zwischen Curt und Nikolaus hin- und hergerissen, doch der schwerfällig-arbeitsame Nikolaus hat das Nachsehen. Zwar nennt Recha den eitlen Curt einen „richtigen Schmarotzer“, doch sie vermag seinen kurzweiligen und feuchtfröhlichen Freizeitangeboten nicht zu widerstehen. Der unbeholfene Nikolaus macht Recha eine Liebeserklärung. Sie hat diese herbeigesehnt, erkennt auch Nikolaus’ charakterliche Vorzüge und geht aber doch wieder zu Curt, als dieser ruft. Flatterhaft, wie Recha ist, fühlt sie sich in der Dreiecksbeziehung wohl. Es macht dem frech-kindlichen Mädchen Spaß, wenn sie den behäbigen Nikolaus aus der Reserve locken kann. Zufrieden ist sie erst, wenn er endlich Eifersucht zeigt. Im Gegensatz zu Curt, der wirklich alles falsch macht, unterlaufen Nikolaus keine Fehler. Er ist es auch, der sich in der Brigade als erster von den drei Praktikanten „richtig zugehörig“ fühlt. Dabei bleibt es nicht mit der Schwarzweißmalerei. Der destruktiv veranlagte Curt, ungebildete Arbeiter verachtend, ist der Einzige von den drei Abiturienten, der bei allen möglichen Gelegenheiten aus seiner Sozialismuskritik kein Hehl macht. Solche Sachen wie Brigade, Kollektiv, Jugendgruppe, Versammlung oder gar Sprüche zur Moral und Ethik sind ihm zutiefst zuwider. Curt gesteht Recha im Wald seine Liebe. Auf der Suche nach den beiden Ausreißern vereitelt Nikolaus in letzter Sekunde dort im Gebüsch einen – wie es scheint – Vergewaltigungsversuch. Er schlägt Curt zusammen. Rechas Reaktion wirft ein Schlaglicht auf ihren Charakter. Sie verhöhnt ihren Retter. Nikolaus, der sich gewundert hatte, weshalb Recha im Wald unter Curt nicht geschrien hatte, schluckt auch diese Beleidigung; wie er überhaupt alles hinnimmt. Zudem versorgt er rührend-umsichtig den eigenhändig krankenhausreif geschlagenen Nebenbuhler. Dieses Verhalten wirkt beinahe vertrottelt.
Schließlich will Curt ein guter Mensch werden. Bei dem an sich lobenswerten Versuch richtet er aus fehlender Sachkenntnis materiellen Schaden an. Hilfsarbeiter Curt zerstört, während der Reparaturarbeit kurzzeitig auf sich allein gestellt, einen riesengroßen Motor. Der sonst Witze reißende Hamann verliert zum ersten und einzigen Mal in der Erzählung die Fassung. Bei Vergehen bisher stets liebenswert-spöttisch im Ton, flüstert er auf einmal Curt zu: „Du dreckiger kleiner Parasit“ und schmeißt ihn hinaus. Curt ergreift vor lauter Angst die Flucht aus der Fabrik. Auf der Bahnfahrt zu den Eltern dämmert ihm, der Vater wird ihm auch nicht helfen. Also kehrt er um. Curt will sich dem unerbittlich harten Kollektiv stellen. Er überlegt, was er am Abend auf der Brigadeversammlung sagen könnte.

## Zitat
- „Wir haben das Land umgekrempelt. Wir haben uns selbst umgekrempelt.“[14]

## Elternhäuser
Aus dem umfänglichen Figurenensemble bleiben dem Leser nach der Lektüre vor allem die drei Praktikanten und der Meister Hamann im Gedächtnis.
- Recha ist Verfolgte des Naziregimes. Die Mutter Deborah Heine kam nach Ravensbrück und wurde vergast[15]. Ihr Vater, ein Architekt, hatte sich 1941, bedroht von den Nazi-Behörden, von seiner nichtarischen Frau scheiden lassen.
- Nikolaus’ Vater war vor 1933 Sozialdemokrat gewesen, hatte sich während der Nazi-Zeit still verhalten und war nach dem Krieg der SED beigetreten.
- Als junger Textilarbeiter wurde Curts Vater, hinter der roten Fahne marschierend, von der SA verprügelt. In einem sowjetischen Kriegsgefangenenlager war er Bataillonspropagandist geworden. Nach dem Krieg wurde er Diplomingenieur. Jetzt leitet er eine große Textilfabrik. Curt sagt über das harte Leben seines Vaters: Im Gegensatz zu ihm sei der Vater nie vor Schwierigkeiten ausgewichen.
- Hamanns Vater, ein linker Sozialdemokrat, hatte als Autoschlosser in einer schlesischen Großstadt gearbeitet und war lange Zeit arbeitslos gewesen. Er starb, als Hamann erst fünfzehn Jahre alt war. Seine Mutter hatte sich danach als Waschfrau durchgeschlagen.

## Rezeption
- Vorbild sei die Aufbau-Literatur von Bredel und Mundstock aus dem Anfang der 1950er Jahre. Thematisiert werde der Aufbau des Sozialismus, wie auf dem V. Parteitag der SED propagiert.[16]
- Meister Hamann sei „Sprachrohr der Staatspartei“ und erziehe die Jugendlichen.[17] Recha mache immerhin Versuche, sich von Hamann und Nikolaus richtig lenken zu lassen[18]. Indem sie von Nikolaus das Zeichnen erlerne, vernachlässige sie aber ihr Schreibtalent.[19] Als Ideologiekritikerin träte Recha – im Gegensatz zu Curt[20] – allerdings nicht hervor.[21] Materiell gesehen seien Recha sowie Nikolaus arm und Curt reich.[22]

### Textausgaben
Erstausgabe
- Ankunft im Alltag. Erzählung. Verlag Neues Leben, Berlin 1961. Leinen. Schutzumschlag illustriert von Renate Jessel

Verwendete Ausgabe
- Ankunft im Alltag. Erzählung. Verlag Neues Leben, Berlin 1962 (2. Aufl.). 282 Seiten[23]

### Sekundärliteratur
- Wilfried Barner (Hrsg.): Geschichte der deutschen Literatur. Band 12: Geschichte der deutschen Literatur von 1945 bis zur Gegenwart. C. H. Beck, München 1994, ISBN 3-406-38660-1
- Barbara Wiesener: Von der bleichen Prinzessin, die ein purpurrotes Pferd über den Himmel entführte – das Utopische im Werk Brigitte Reimanns. Univ. Diss. Dr. phil., Potsdam 2003, 236 Seiten

## Anmerkung
1. ↑  
Brigitte Reimann beschönigt die realen Verhältnisse. Ende der 1950er Jahre waren an manchen Fakultäten in der DDR ein Jahr Arbeit (teilweise in Schichten) in der Produktion beziehungsweise zwei Jahre Dienst bei der NVA Voraussetzung zur Immatrikulation.